# Þorfinnr Karlsefni
Thorfinn Karlsefni (in norreno Þorfinnr Karlsefni; in islandese Þorfinnur Karlsefni; 980 circa) è stato un esploratore islandese.

## Biografia

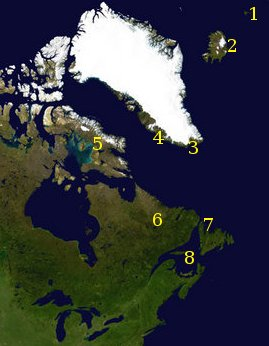
Esplorazione del Vinland. 1 - isole Faroe, 2 - Islanda, 3 - Insediamento orientale, 4 - Insediamento occidentale, 5 - isole Baffin, 6 - Labrador, 7 - L'Anse aux Meadows, 8 - Baia di Saint Lawrence.

Il cognome Karlsefni gli fu probabilmente dato in giovane età (Karlsefni significa infatti "ragazzo promettente"). Gli antenati di Thorfinn avevano guidato le prime spedizioni dalla Norvegia all'Islanda all'inizio del decimo secolo. A causa della scarsità di terre adatte alla pastorizia, gli Islandesi cominciarono a migrare verso la Groenlandia, sotto la guida del figlio di Erik il Rosso, Thorstein. Thorfinn si dimostrò un abile capitano, e nel 1003 guidò una spedizione verso il più orientale degli insediamenti Groenlandesi. Là sposò Gudrid, vedova di Thorstein.
Attorno al 1010 guidò un tentativo di colonizzare Vinland con tre navi e 160 coloni. Tra i coloni c'era Freydís Eiríksdóttir, secondo la Grœnlendinga saga e la Eiríks saga rauða, sorella o sorellastra di Leif Erikson. La moglie di Thorfinn, Guðríðr Þorbjarnardóttir, mise al mondo un bambino nel Vínland, noto come Snorri Thorfinnsson, primo figlio di discendenza europea nato nel Nuovo Mondo, e da cui derivano gli islandesi. L'esatta posizione della colonia di Thorfinn è ignota, ma si pensa che il luogo più probabile sia l'accampamento Nordico di L'Anse aux Meadows, Newfoundland.
All'inizio del XX secolo Einar Jónsson, scultore islandese, scolpì una statua di Thorfinn Karlsefni posta ora nella città statunitense di Filadelfia, in Pennsylvania. Un'altra copia della statua si trova a Reykjavík, Islanda.

## Nella cultura di massa
Il protagonista del manga Vinland Saga è genericamente basato su Thorfinn Karlsefni, nel quale ha un particolare legame con Canuto il Grande e Thorkell l'Alto.